# 5LINKS
5LINKS（ファイブリンクス ）は、東京都杉並区宮前に本社をおく折り畳み自転車の専業メーカー及びその商品名。
5LINKSのネーミングには「5LINKSに乗って走るもよし、携帯するもよし、電車に、自動車に、船に、飛行機にも積んで、世界の5大陸を移動しよう」という願いが込められている。

## 商品の概要
1. 自転車の通常走行ができること

2. 簡便に折りたたみ・展開ができる折りたたみ自転車であること

3. 折りたたみ後も、本体を「担ぐ」ことなく、自身の車輪で簡単に牽引・移動することができること

※上記の内容は、2010年度のグッドデザイン賞特別賞に同社の商品が受賞した際に、受賞対象を紹介した公益財団法人日本デザイン振興会のウェブサイトの受賞対象の概要を基に作成しました。左記URLは「受賞歴」の項目の2010年度グッドデザイン賞特別賞の脚注にあります。

## 特徴
サイクリスト好みの自転車ではなく、ママチャリ指向をしている。外観は、長いハンドルポストが特徴となっており、自転車の折り畳み部分をフレームではなく、ステアリングヘッド部分に集中させている。折り畳んだ際には、前輪と後輪が同軸となり、転がせるように設計されている。2010年時点のモデルは、変速ギアなしで9.6kg、3段変速モデルは10kg以上であり、軽量化を課題としている。

## 製造モデル発売履歴
- 2009年11月21日 - 「5LINKS」(14インチシングルモデル)発売開始。
- 2011年1月1日 - 「5LINKS」(14インチシマノ内装3段変速機モデル)発売開始。
- 2011年10月31日 - 「5LINKS」(16インチシマノ外装9段カプレオモデル)発売開始。
- 2012年4月12日 - 「5LINKS」(16インチシマノ外装9段カプレオモデル)マイナーチェンジ（着脱ペダル変更）。
- 2013年10月18日 - 第二世代モデル「5LINKS2」発表。車種は「169(16インチ シマノ カプレオ9段仕様)」・「165(16インチ シマノ インター5 5段仕様)」の2モデル。11月より発売開始。

## 受賞歴
2010年度グッドデザイン賞特別賞